# Калараши-Гара (Клуж)
Калараши-Гара (рум. Călărași-Gară) насеље је у Румунији у округу Клуж у општини Калараши. Oпштина се налази на надморској висини од 325 m.

## Становништво
Према подацима из 2002. године у насељу је живело 402 становника.

### Попис2002.
| Расподела становништва по националности 2002.‍ | Расподела становништва по националности 2002.‍ | Расподела становништва по националности 2002.‍ | Расподела становништва по националности 2002.‍ | Расподела становништва по националности 2002.‍ |
| --------------------------------------------- | --------------------------------------------- | --------------------------------------------- | --------------------------------------------- | --------------------------------------------- |
|                                               |                                               |                                               |                                               |                                               |
| Румуни                                        | Румуни                                        |                                               | 354                                           | 88,1%                                         |
| Мађари                                        | Мађари                                        |                                               | 48                                            | 11,9%                                         |